# Mohnnudel

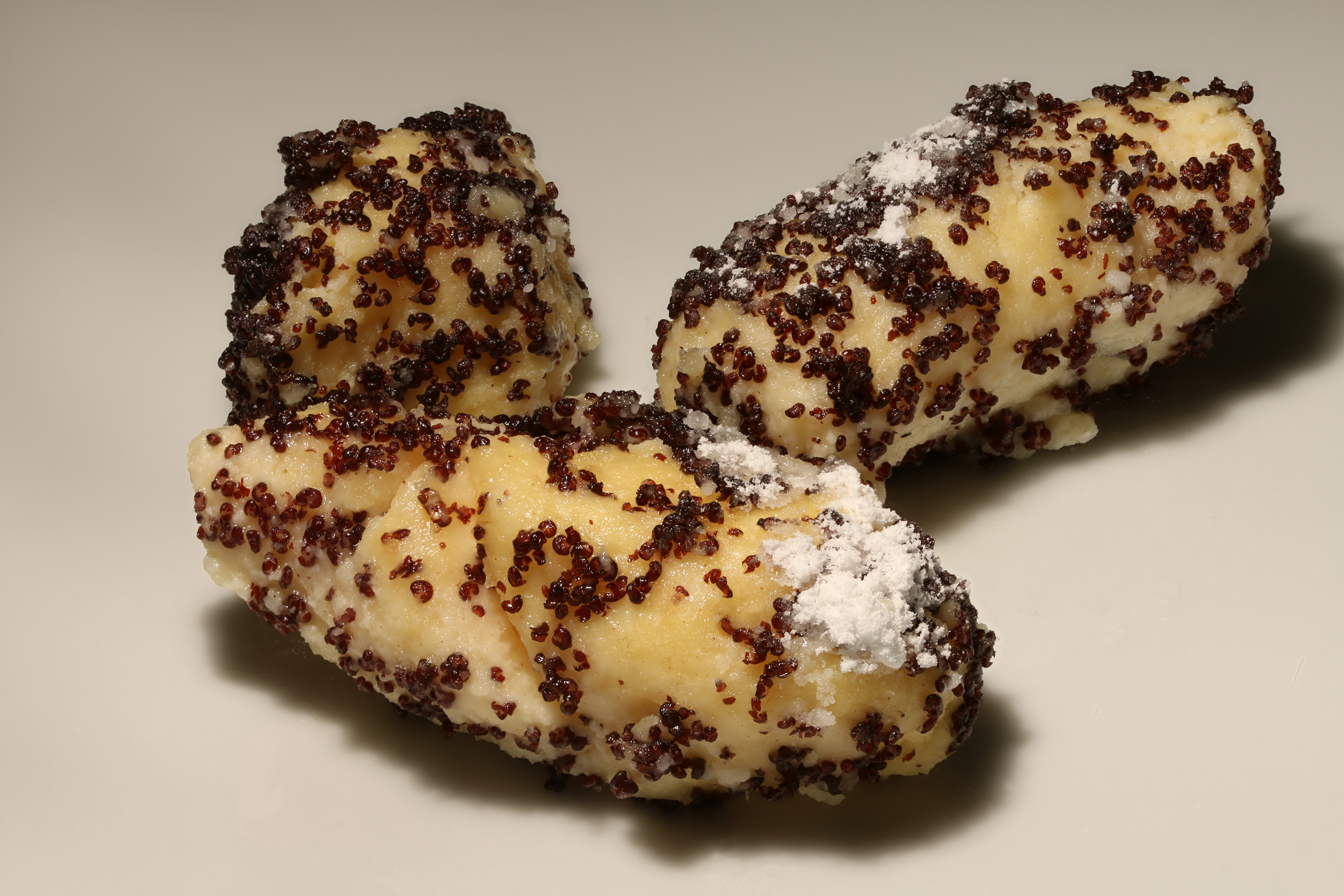
Mohnnudeln em detalhe

O mohnnudel (alemão: plural mohnnudeln) é um tipo de macarrão denso e feito com massa de batata na cozinha boêmia e austríca, similar ao schupfnudel, significando macarrão de sementes de papoula em alemão. A principal diferença é que os mohnnudeln são servidos com manteiga derretida, sementes de papoula moídas e polvilhado com açuca de confeiteiro.
São chamados também de Waldviertler Mohnnudeln, referindo-se à área austríaca de onde se originam. Waldviertel é uma parte da Baixa Áustria, onde as sementes de papoupla tem sido cultivadas há várias décadas, as quais dão a coloração preta do prato.
Mohnnudeln podem ser consumidos como sobremesa ou como um jantar leve. Contudo, a maioria dos bávaros e austríacos os serve como refeição principal.